# Wilde eend
De wilde eend (Anas platyrhynchos) is een vogel uit de familie van de eendachtigen (Anatidae). De wetenschappelijke naam van de soort werd in 1758 gepubliceerd door Carl Linnaeus. De naam 'platyrhynchos' nam hij over van Ulisse Aldrovandi. Het woord is samengesteld uit het Griekse πλᾶτύς (platys = breed) en ρυγχός (rhynchos = snavel). De naam is in Systema naturae te vinden op pagina 125, en betreft een mannetje in zomerkleed. Op pagina 127 van hetzelfde werk publiceerde Linnaeus de naam Anas boschas, voor een vrouwtje of mannetje in eclipskleed van dezelfde soort. Die naam raakte daarna algemeen voor de wilde eend in gebruik. In 1906 redeneerde Einar Lönnberg echter dat de naam platyrhynchos, op basis van de nog niet zo lang daarvoor aangenomen internationale nomenclatuurregels, prioriteit moest krijgen omdat die twee pagina's eerder waren gepubliceerd. Die opvatting heeft algemeen navolging gekregen.

## Veldkenmerken
De lengte is 51 tot 62 cm en de spanwijdte 91 tot 98 cm. Een volwassen eend weegt tussen de 700 en 1500 gram. Gemiddeld wordt een wilde eend vijftien jaar oud. De oudst bekende wilde eend werd negenentwintig jaar. De wilde eend is de stamouder van de gedomesticeerde tamme eend, die waarschijnlijk voor het jaar 1000 in Zuidoost-Azië gedomesticeerd is.
Het mannetje (de woerd) is kleurrijk met een glanzend groene kop en een witte halsband, er zijn echter ook woerden zonder deze witte halsband. Verder hebben woerden een kastanjebruine borst en gekrulde zwarte veren aan de staart. Na het broedseizoen lijkt de woerd meer op het vrouwtje. Aan de kleur van de snavel zijn ze dan nog te onderscheiden: zeemkleurig bij de eend, geel bij de woerd.  Het donkerbruine vrouwtje en de eendenkuikens (pullen) hebben een schutkleur. De woerd en het vrouwtje hebben een ding gemeen: de blauw-paarse vleugelspiegel. Sommige dieren zijn (gedeeltelijk) wit; door rasveredeling is de schutkleur vervangen door een geselecteerde kleur. De witte delen bij de volwassen dieren waren geel toen ze nog eendenkuiken waren. Een eendenkuiken dat helemaal geel was, wordt later een witte eend of een bijna volledig witte eend.

## Voedsel
Het voedsel bestaat uit een rijk palet aan plantaardig voedsel, in de zomermaanden voornamelijk zaden (van kroos), in de wintermaanden toenemend wortels (van), grassen en mossen, allerlei soorten kleine visjes, slakken en wormen.

## Voortplanting
Het vrouwtje bouwt een nest in het lange gras, in een knotwilg of in een holte. De acht tot tien vuilgroene eieren broedt ze uit in 24 tot 32 dagen.

## Verspreiding
Deze soort is veelvoorkomend in de gematigde en subtropische wateren in Noord-Amerika, Azië en Europa. De vogel komt ook wel voor in Centraal-Amerika en het Caribisch gebied. In Europa is de wilde eend de meest voorkomende soort eend. De wilde eend komt hier voor in stad en platteland in vijvers, moerassen, meren, parken, sloten in akkers en weilanden. De soort is zeer tolerant ten aanzien van menselijke aanwezigheid of verstoring.
Er worden 2 ondersoorten onderscheiden:
- A. p. platyrhynchos: Europa, Azië en Noord-Amerika.
- A. p. conboschas: Groenland.

## Jacht
Volgens de Nederlandse Jachtwet mag de wilde eend worden bejaagd van 15 augustus tot en met 31 januari een half uur voor zonsopkomst tot een half uur na zonsondergang.

## Bescherming in Nederland
De wilde eend is in Nederland niet bedreigd. Echter, tussen 1990 en 2020 is het aantal in het wild broedende Nederlandse wilde eenden met 30% afgenomen, terwijl andere landen in Europa een lichte toename zien. Waarom de populatie in Nederland afneemt is niet volledig duidelijk, maar intensivering van de landbouw en versnippering van natuurgebieden zouden redenen kunnen zijn dat de populatie afneemt, zoals dat bij andere weidevogels ook het geval is. Wat ook de afname in de eendenpopulatie kan verklaren is dat snoeken door de verbetering van de waterkwaliteit betere kansen hebben om op jonge kuikens te jagen.
Een manier om het broedsucces van eenden te vergroten is de plaatsing van broedkorven. Dat zijn manden van wilg, hooi of gaas, op een verhoging waar eenden hun eieren in kunnen leggen. De broedkorven zijn moeilijk bereikbaar voor roofdieren die op de eieren van eenden jagen, en minder kwetsbaar voor maaimachines dan gewone nesten.
Om aandacht op te roepen voor de achteruitgang van de populatie wilde eenden in Nederland riepen Sovon Vogelonderzoek Nederland en de Vogelbescherming Nederland 2020 uit tot Jaar van de wilde eend. Deze campagne werd gepaard met de plaatsing van broedkorven en met een nieuw telonderzoek naar de overlevingskansen van jonge kuikens. Vroeg in 2021 komt Sovon met aanbevelingen voor de verdere bescherming van de eend.

## Galerij

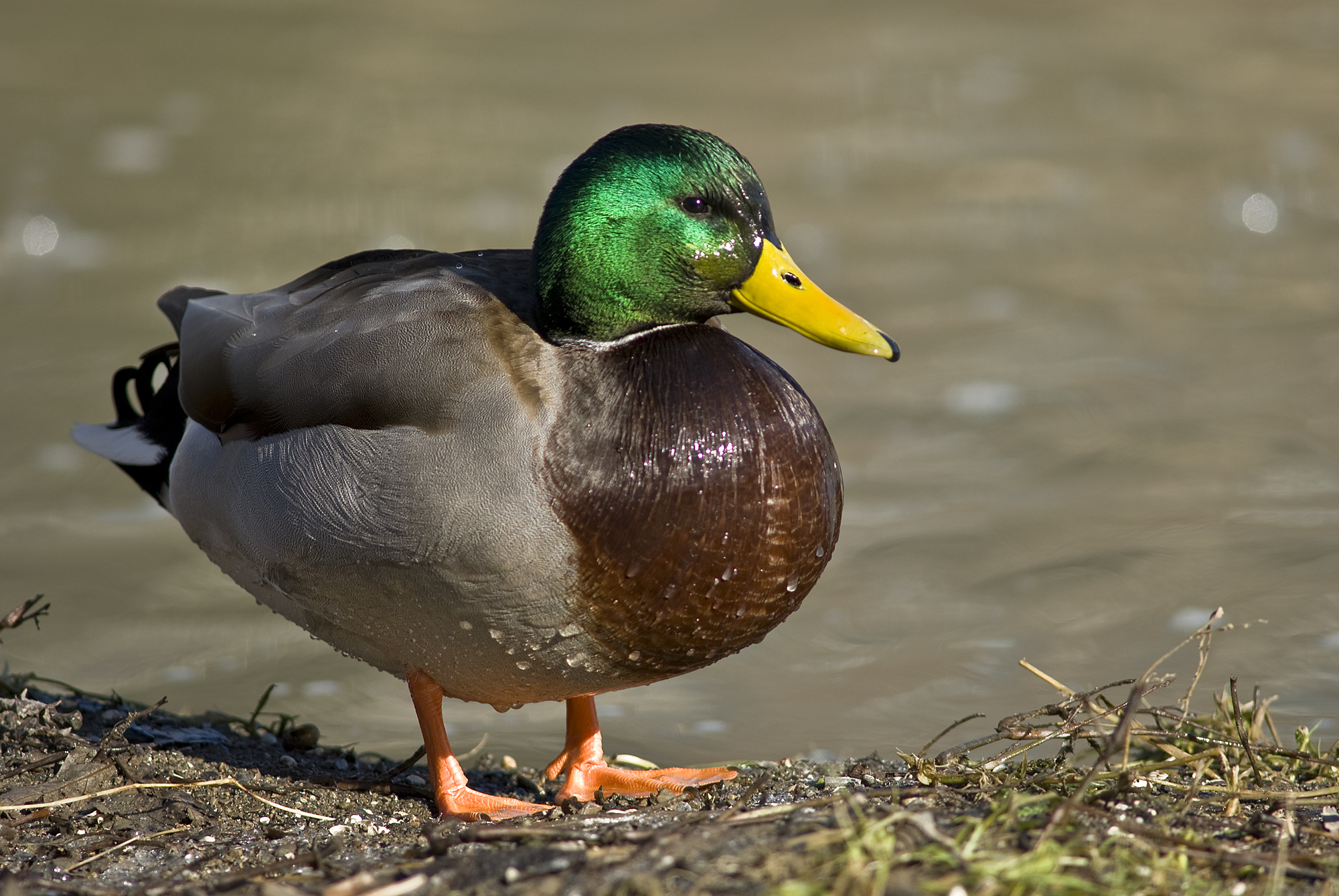
Woerd
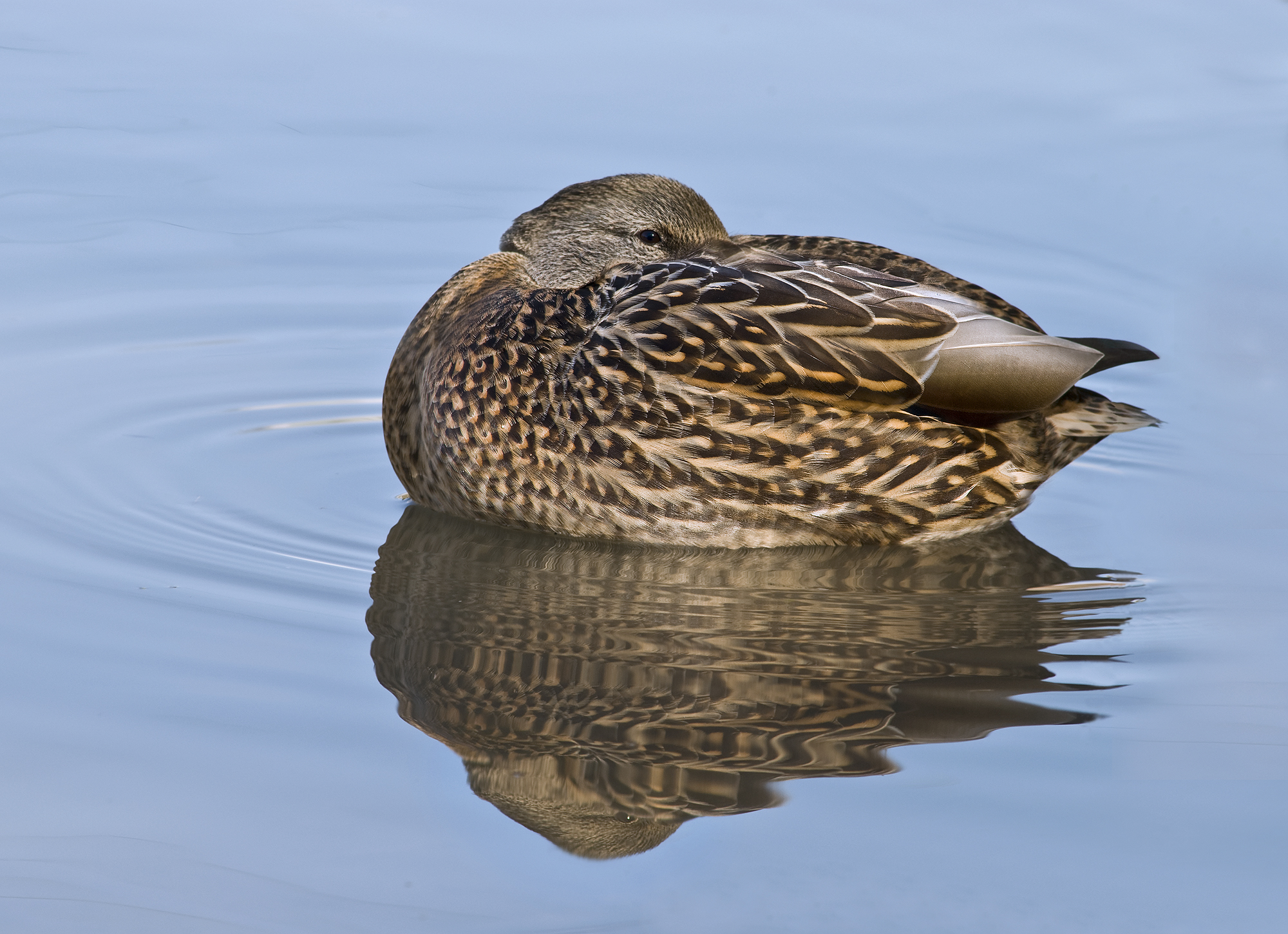
Vrouwtje, rustend op het water
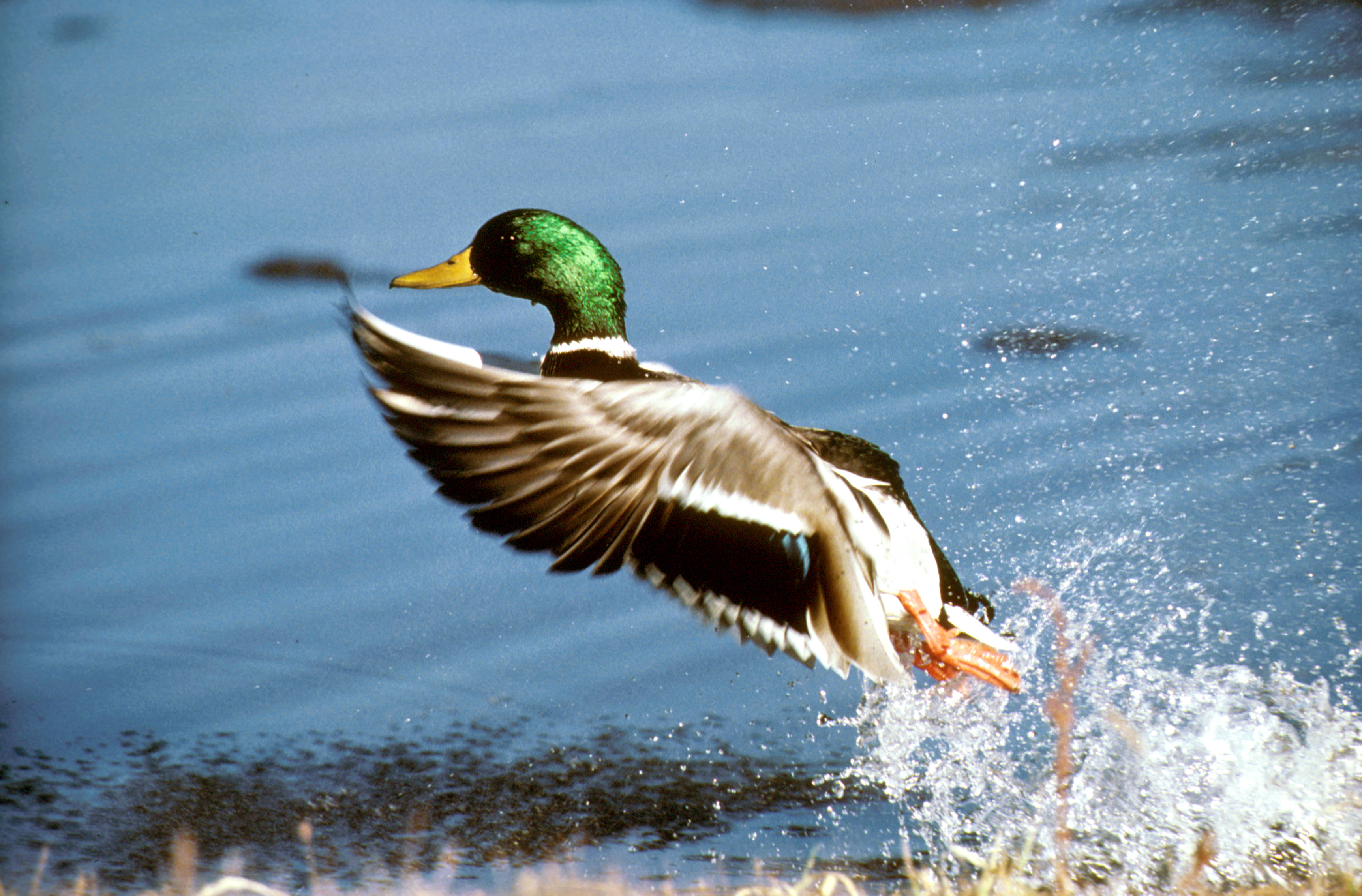
Woerd in vlucht
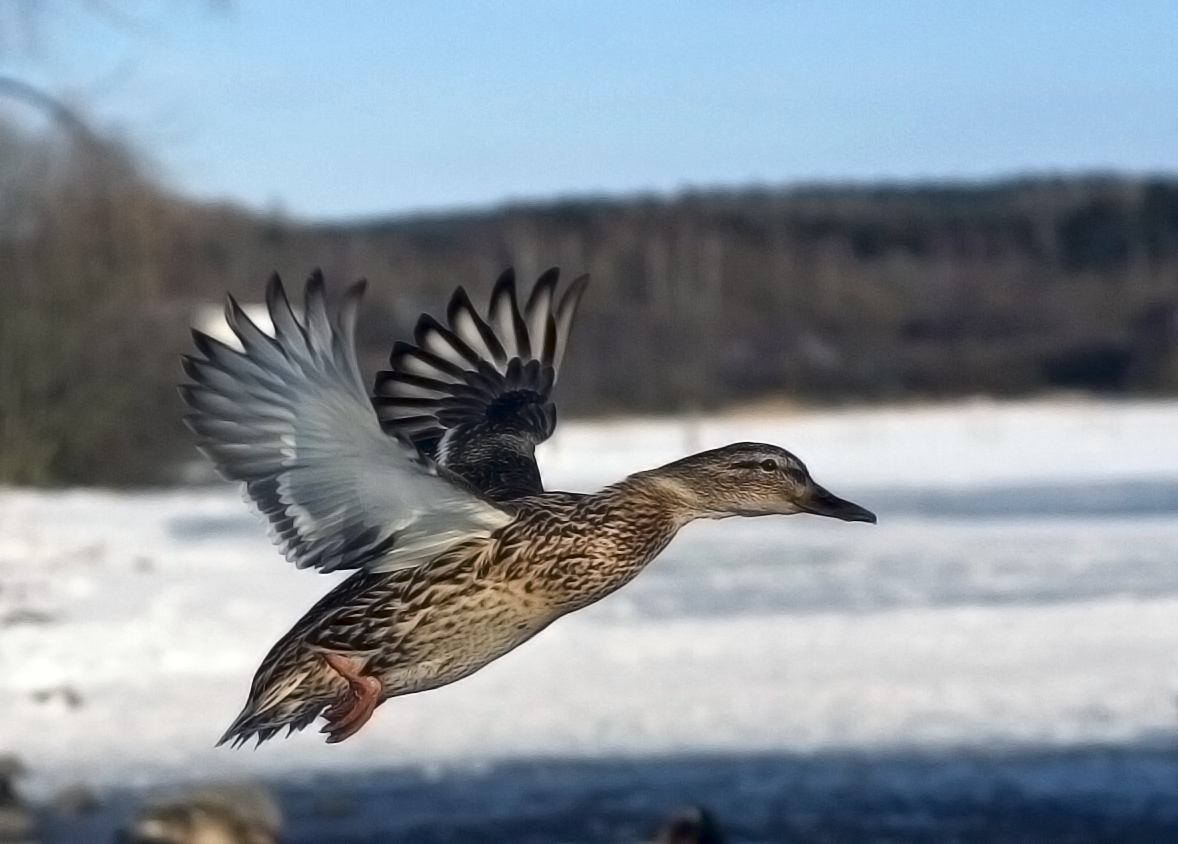
Vrouwtje in vlucht
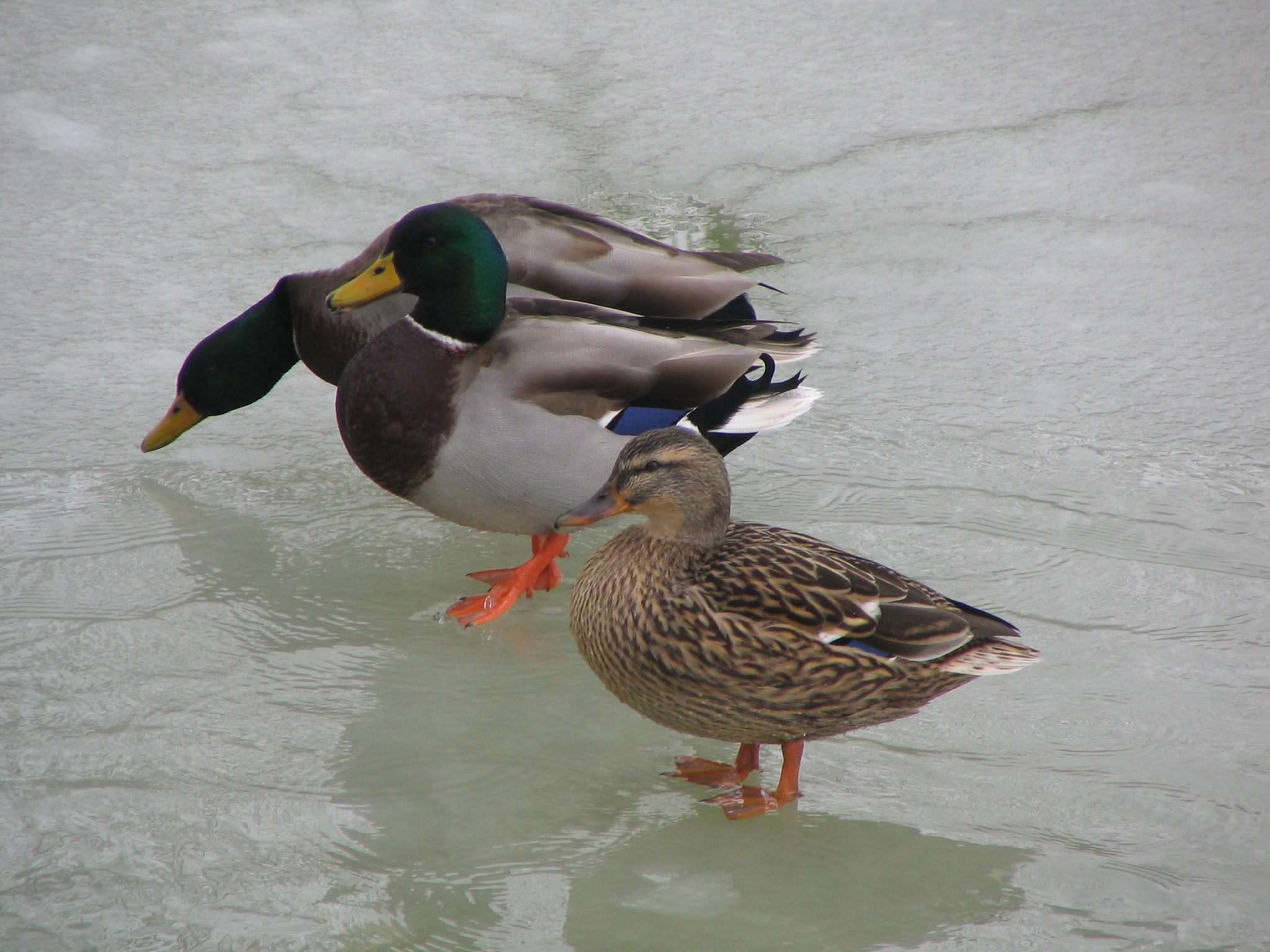
Wilde eenden in de winter
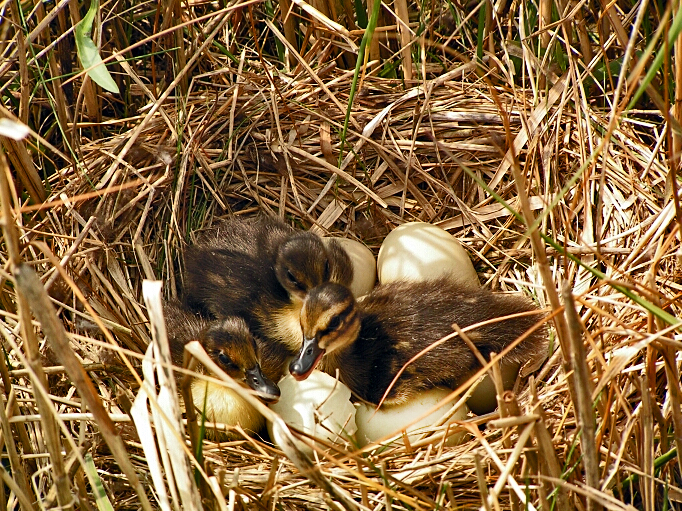
Kuikens in het nest
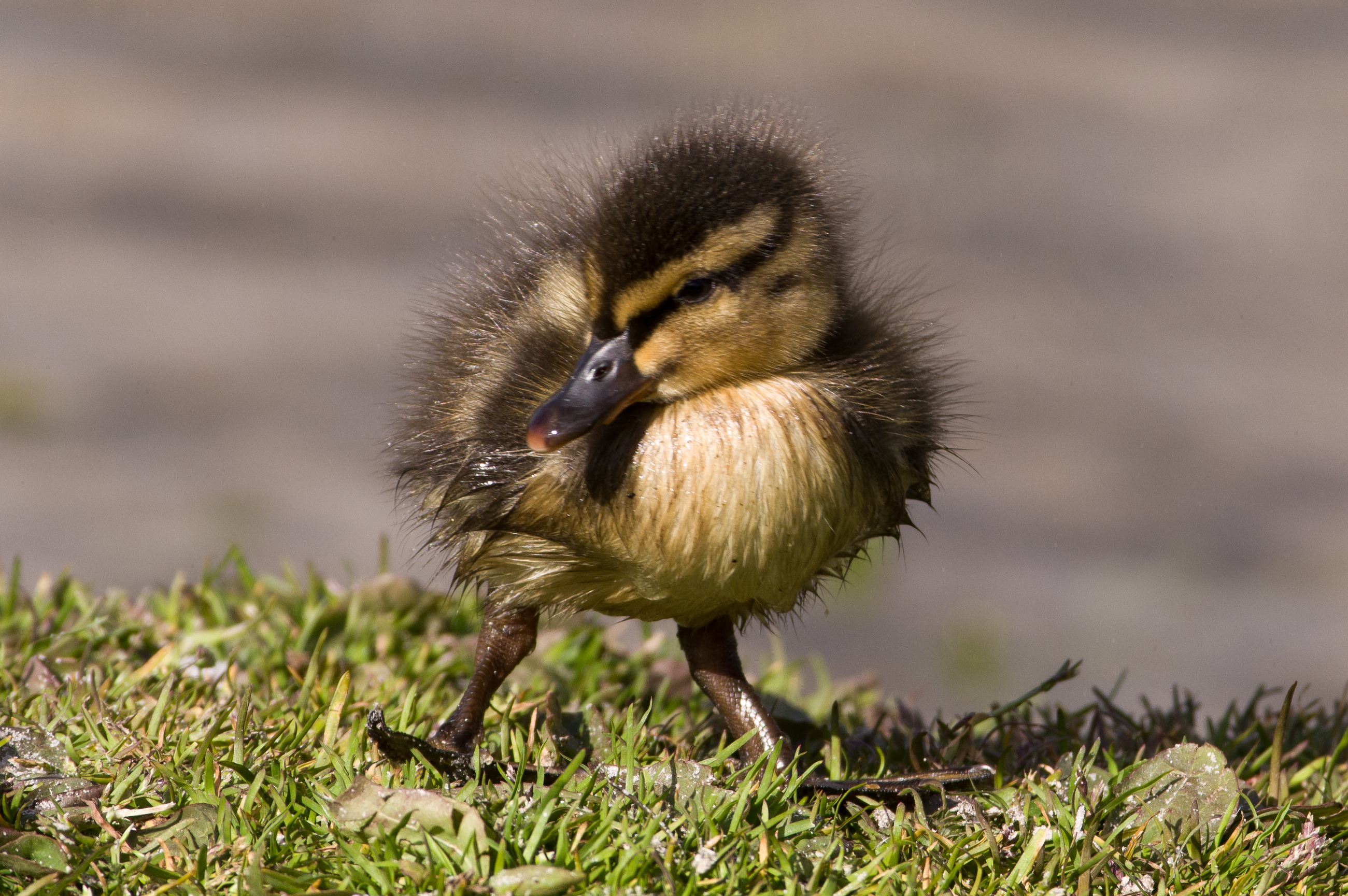
Kuiken